# St. Louis Eagles
St. Louis Eagles byl profesionální americký klub ledního hokeje, který sídlil v St. Louis ve státě Missouri. V letech 1934–1935 působil v profesionální soutěži National Hockey League. Eagles hráli ve své poslední sezóně v Kanadské divizi. Své domácí zápasy odehrával klub v hale St. Louis Arena s kapacitou 14 200 diváků. Klubové barvy byly červená a bílá.
Založen byl v roce 1934 jako nástupce slavného klubu Ottawa Senators. Profesionální hokej ve městě ovšem vydržel pouze jednu sezónu, Eagles po ní zbankrotovali.

## Kapitáni
- 1934/35: Syd Howe

## Umístění v jednotlivých sezonách
Stručný přehled
Zdroj:
- 1934–1935: National Hockey League (Kanadská divize)

Jednotlivé ročníky
Zdroj:
Legenda: Z - zápasy, V - výhry, VP - výhry v prodloužení, R - remízy, P - porážky, PP - porážky v prodloužení, VG - vstřelené góly, OG - obdržené góly, +/- - rozdíl skóre, B - body, KPW - Konference Prince z Walesu, CK - Campbellova konference, ZK - Západní konference, VK - Východní konference, fialové podbarvení - reorganizace, změna skupiny či soutěže
| USA / Kanada (1934 – 1935) |                       |        |    |    |    |   |    |    |    |     |     |    |        |          |
| Sezóny                     | Liga                  | Úroveň | Z  | V  | VP | R | PP | P  | VG | OG  | +/- | B  | Pozice | Play-off |
| 1934/35                    | NHL (Kanadská divize) | 1      | 48 | 11 | –  | 6 | –  | 31 | 86 | 144 | -58 | 28 | 5.     | Ne       |